# Mare Westerink
Mare Westerink (Fijnaart, 21 april 2004) is een voetbalspeelster uit Nederland. Ze speelt als verdediger voor Excelsior in de Vrouwen Eredivisie.

## Carrière
Westerink speelde in haar jeugdjaren voor VV De Fendert en RKVV Roosendaal. In 2020 maakte ze de overstap naar Sparta Rotterdam, waar Westerink vier jaar deel uitmaakte van de jeugdopleiding.
Westerink maakte op 6 juni 2024 de overstap naar stadsgenoot Excelsior, waar ze onderdeel ging uitmaken van het eerste elftal. Op 28 september 2024 maakte ze haar debuut voor Excelsior in de Vrouwen Eredivisie door in de basis te starten in een uitwedstrijd in Stadion Galgenwaard tegen FC Utrecht. Westerink speelde deze wedstrijd in het hart van de Rotterdamse verdediging. In juni 2025 tekende ze een nieuwe verbintenis waardoor ze ook in het seizoen 2025/26 voor de Kralingers uitkomt.

## Statistieken
| Seizoen | Club      | Competitie | Competitie | Competitie | Beker | Beker | Overig | Overig | Totaal | Totaal |
| Seizoen | Club      | Competitie | Wed.       | Dlp.       | Wed.  | Dlp.  | Wed.   | Dlp.   | Wed.   | Dlp.   |
| ------- | --------- | ---------- | ---------- | ---------- | ----- | ----- | ------ | ------ | ------ | ------ |
| 2024/25 | Excelsior | Eredivisie | 21         | 1          | 1     | 0     | 0      | 0      | 22     | 1      |
| Totaal  | Totaal    | Totaal     | 22         | 1          | 1     | 0     | 0      | 0      | 23     | 1      |

Bijgewerkt t/m 17 juni 2025.